# Mumbai High North
El Mumbai High North fue una plataforma petrolífera de ONGC que sufrió un gran incendio el 27 de julio de 2005 en aproximadamente a 100 km (62 mi) de Mumbai, Maharashtra, India. El accidente fue consecuencia de una colisión entre el buque de apoyo Samudra Suraksha y la plataforma de producción. Ambos se hundieron. El incendio causó 22 víctimas mortales (de las cuales 11 se recuperaron y 11 están desaparecidas) y daños materiales estimados en 370 millones de dólares.

## Fondo
El yacimiento petrolífero Mumbai High, el más grande de la India, está situado en el mar Arábigo, aproximadamente a 170 km (110 mi) al oeste de Mumbai. Es operado por ONGC y produce petróleo y gas, que se transportan a través de tuberías a una planta de procesamiento en Uran. Situado en la sección norte del campo a unos 100 km de la costa estaba el complejo de producción original Mumbai High North, que consta de cuatro plataformas conectadas por puentes: NA, una plataforma de boca de pozo construida en 1976; MHF, una plataforma de alojamiento, construida en 1978; MHN, la plataforma de producción, construida en 1981; y MNW, una plataforma de procesamiento que alberga las instalaciones de compresión de gas e inyección de agua. El complejo importaba fluidos de pozo desde 11 plataformas de boca de pozo no tripuladas y exportaba petróleo y gas a la costa, así como gas para elevación de gas. El complejo Norte tenía una capacidad de producción de 180.000 barriles por día (28.600 m 3 /día, o alrededor del 40% de la producción interna de la India) y 148 Millones de pies cúbicos estándar por día (MMSCFD).
En el momento del accidente, la plataforma autoelevable Noble Charlie Yester se encontraba sobre NA para llevar a cabo operaciones de reacondicionamiento del pozo. Era temporada de monzones y las condiciones del mar eran particularmente duras, con vientos de 22 a 25 nudos (41 a 46 km/h; 25 a 29 mph), corrientes de 1,8 a 2 nudos (3,3 a 3,7 km/h; 2,1 a 2,3 mph) y oleaje de 4 a 5 metros (13 a 16 pies).

## Accidente
El día del accidente, el buque de apoyo multipropósito (MSV) Samudra Suraksha de 100 metros de largo, propiedad de ONGC y operado por la Shipping Company of India (SCI), estaba apoyando operaciones de buceo en otras partes del campo. Alrededor de las 14:00 hora local, un cocinero a bordo del MSV resultó herido al cortarse las puntas de dos de sus dedos. El capitán del MSV consideró necesaria una evacuación médica a la costa, y ONGC secundó esta medida. En ese momento había un helicóptero estacionado en el MHN, sin embargo, no pudo volar al Samudra Suraksha debido a que el mar embravecido hacía que un aterrizaje allí fuera inseguro. 
Poco antes de las 15:00, el gerente de instalación en alta mar (OIM) de Mumbai High North recibió una solicitud para el traslado de la persona lesionada a bordo del MHN. El traslado tuvo que realizarse utilizando una cesta para hombres levantada desde una de las grúas de la plataforma. El OIM y el capitán acordaron el uso de la grúa sur, que estaba ubicada en el lado de barlovento de la plataforma, una disposición que hizo que la aproximación del MSV fuera más complicada. Había una grúa en el lado de sotavento de la plataforma, pero no estaba operable. El buque experimentó un problema con su sistema de posicionamiento dinámico, habiéndose observado alrededor de las 15:30 que el paso de su propulsor azimutal de estribor era lento. 
El ingeniero jefe solicitó algo de tiempo para solucionar el problema. Sin embargo, el capitán decidió continuar con la aproximación a la plataforma, operando los propulsores manualmente y utilizando una fuente de control de emergencia a través de botones pulsadores. El MSV fue traído de popa con viento a 35 nudos (65 km/h; 40 mph), oleaje de 5 m (16 pies) y corriente marina de 3 nudos (5,6 km/h; 3,5 mph). Se completó el traslado de la persona herida, sin embargo, el fuerte oleaje empujó posteriormente al MSV contra la plataforma.
Su heliplataforma chocó y cortó uno o más elevadores de exportación de gas, que estaban sostenidos por la cubierta de la plataforma. Fundamentalmente, se habían instalado fuera de la huella de la estructura de la cubierta, lo que los hacía propensos a ser golpeados en caso de colisión con un barco. Estaban protegidos por protectores estructurales, pero estos habían sido diseñados para colisiones con buques de suministro en alta mar (OSV) más pequeños, no con MSV más grandes. La liberación de gas se encendió inmediatamente, lo que resultó en un incendio masivo . Las llamas envolvieron rápidamente al Samudra Suraksha. El incendio se propagó a otras tuberías ascendentes, que carecían de protección contra incendios y finalmente envolvió toda la plataforma de producción, incluida su planta de procesamiento, así como la plataforma de alojamiento MHF. NA y la plataforma autoelevable se vieron gravemente afectadas por la radiación térmica. En las dos horas posteriores al inicio del incendio, MHN se derrumbó en el mar.
En ese momento había 384 personas en el complejo, incluido el personal del MSV y de la plataforma autoelevable. De ellos, 362 fueron rescatados en las siguientes 15 horas y 22 perecieron (de los cuales se recuperaron 11 cuerpos y 11 fueron declarados desaparecidos). La gravedad del incendio obstaculizó las labores de evacuación y rescate. Solo se lanzaron dos de los ocho botes salvavidas del complejo propiamente dicho, y solo una de cada 10 balsas salvavidas. El Samudra Prabha, un buque de apoyo de buceo (DSV) operado por SCI como el Suraksha, estaba en el campo en ese momento y fue uno de los primeros en brindar asistencia a las operaciones de emergencia. Comenzó las operaciones de extinción de incendios utilizando monitores de incendios, de los cuales tenía cuatro con una capacidad de 1.800 m³/h (18.000 pies cúbicos/ks) cada uno. La Marina India, ONGC y varios barcos de suministro también participaron en las operaciones de emergencia y rescate. Varios miembros de la tripulación del complejo intentaron ponerse a salvo saltando directamente al mar. Las personas rescatadas fueron trasladadas a barcos de abastecimiento para su traslado a Mumbai. Los helicópteros de rescate no estuvieron disponibles debido a las condiciones meteorológicas.
Finalmente, el Prabha trasladó las tareas de extinción del Suraksha, que se desplazaba peligrosamente a la deriva a merced del oleaje y la corriente. En el momento del accidente, seis buzos se encontraban en una cámara de saturación del MSV; fueron rescatados 36 horas después de que se apagara el incendio a bordo. El Suraksha fue entregado a remolcadores para que lo remolcaran hasta la costa.  Sin embargo, se hundió cuatro días después del incendio, cuando se encontraba a poca distancia de Mumbai.

## Consecuencias
Todo el complejo se convirtió en una pérdida total y la producción del campo se vio afectada durante años hasta que se construyó un nuevo complejo en Mumbai High North. Ni las autoridades indias ni ONGC han emitido públicamente ningún informe oficial de investigación. Sin embargo, después del desastre, el gobierno indio otorgó a su Dirección de Seguridad de la Industria Petrolera (OISD) mayores capacidades de acción para promover la seguridad en la industria local de petróleo y gas en alta mar y contrarrestar las malas prácticas de seguridad, incluido en particular el mandato para la regulación de la seguridad en alta mar.

### Investigación
En los años posteriores al accidente se han puesto de manifiesto las siguientes cuestiones de interés, así como las lecciones aprendidas en materia de seguridad de procesos :
- Vulnerabilidad de las líneas de flujo y de los tubos ascendentes a las colisiones de buques:
  - Las tuberías de conducción y los tubos ascendentes de hidrocarburos en plataformas marinas fijas no deben estar expuestos a posibles colisiones con buques. En aras de un diseño inherentemente más seguro , esto se logra en primer lugar garantizando que se coloquen dentro de la envoltura de la cubierta. Alternativamente, deben estar protegidos por protecciones estructurales diseñadas para escenarios de colisión creíbles.[8][10]
  - Otra medida eficaz para prevenir colisiones que amenacen con colisionar con los elevadores es evitar cualquier operación de elevación u otro tipo de buque en las proximidades de los elevadores. Una vez más, un enfoque de diseño inherente evitaría por completo los aparatos de elevación y las áreas de descanso en el borde de la plataforma más cercano a los elevadores. También es aconsejable ubicar los elevadores lejos de las condiciones climáticas predominantes. Además, la empresa operadora debe establecer procedimientos estrictos para evitar que cualquier buque se acerque a dicho lado de la plataforma.[8][10]

- Protección contra incendios de los tubos ascendentes: Los tubos ascendentes de la MHN no tenían dispositivos de protección contra incendios. Tras el desastre de Piper Alpha , se hizo evidente que los incendios de chorros de los tubos ascendentes pueden provocar la rápida y catastrófica pérdida de una instalación offshore. Esto se debe a las altas presiones de los fluidos y al gran inventario de combustible contenido en la tubería, que, al romperse la contención, queda disponible para incendios de larga duración. Por lo tanto, es esencial que los incendios que se produzcan en otras partes de la plataforma no provoquen la falla de los tubos ascendentes; esto también se aplica a la protección de los tubos ascendentes contra incendios originados en otros tubos ascendentes (el escenario que ocurrió en Mumbai High). A raíz del informe de Lord Cullen, la industria offshore británica primero, seguida por el resto del mundo, ha implementado gradualmente políticas mediante las cuales se evalúa cuantitativamente el riesgo de incendio de los tubos ascendentes y se instala la protección pasiva contra incendios de los tubos ascendentes en consecuencia. La protección contra incendios de los tubos ascendentes hasta la superficie del agua aún es poco común. La protección pasiva contra incendios de las válvulas de cierre de abordaje de los tubos ascendentes es mucho más común, aunque no se practica universalmente. Otra práctica que a veces se utiliza, sujeta a evaluación de riesgos, es el uso de válvulas de aislamiento submarinas (SSIVs); estas son válvulas de aislamiento de tuberías colocadas en las proximidades de la plataforma, que permiten la seccionación y consecuente reducción dramática del inventario disponible para el incendio.[10]

- Gestión de las operaciones marítimas en torno al complejo: El capitán del MSV y el director de la instalación en alta mar se encontraron en el dilema de decidir entre abortar una evacuación médica que consideraban necesaria o tener que completar una aproximación peligrosa del buque a la plataforma en circunstancias difíciles (mal tiempo, falta de disponibilidad de la grúa de sotavento y un sistema de posicionamiento dinámico defectuoso). Incluso los planes de gestión de emergencias integrales pueden no incluir una eventualidad de este tipo.[15] Sin embargo, a posteriori ha quedado claro que no se debería haber permitido que un buque del tamaño del Samudra Suraksha se acercara a la plataforma, especialmente en las circunstancias en las que ocurrió. La importancia de hacer cumplir la llamada zona de exclusión de 500 metros ha sido subrayada desde varias fuentes.[8][14][16]

- Evacuación de buzos de cámaras hiperbáricas.[8][16][2]